# Tarapoto
Tarapoto − miasto w północnym Peru, na wschodnim przedgórzu Andów, w dolinie rzeki Mayo (dopływ Huallagi). Około 127 tys. mieszkańców.
W mieście rozwinął się przemysł spożywczy. Znajduje się tu również port lotniczy.